# Ngôn ngữ của Chúa
Ngôn ngữ của Chúa: Một nhà khoa học trình bày chứng cứ cho đức tin (nguyên ngữ tiếng Anh: The Language of God: A Scientist Presents Evidence for Belief) là một tác phẩm của Francis Collins có tên trong bản liệt kê sách bán chạy nhất của tờ New York Times, trong đó ông bày tỏ lập trường ủng hộ thuyết tiến hóa hữu thần. Francis Collins là bác sĩ y khoa và nhà di truyền học người Mỹ, nổi tiếng do những khám phá nổi bật về các loại gen bệnh cũng như khả năng lãnh đạo của ông trong Dự án bản đồ gene người (HGP). Collins hiện đang phục vụ trong cương vị Giám đốc Viện Y tế Hoa Kỳ.
Trong quyển Ngôn ngữ của Chúa, Collins tóm lược những trải nghiệm của mình khi trở nên một tín hữu Cơ Đốc cũng như luận bàn ý niệm về Thiên Chúa trong những lĩnh vực như sinh học, vật lý học vũ trụ, tâm lý học, và các chuyên ngành khác. Ông cũng trưng dẫn nhiều nhà tư tưởng nổi tiếng, nổi trội hơn hết là C. S. Lewis bên cạnh những nhân vật khác như Augustine, Stephen Hawking, Charles Darwin, Theodosius Dobzhansky.... 

## BioLogos
Trong Ngôn ngữ của Chúa, Francis Collins giới thiệu một thuật từ mới BioLogos như là một tên gọi thay thế cho thuyết tiến hóa hữu thần. BioLogos cũng là tên của một tổ chức cổ xúy cho sự hòa hợp giữa khoa học và đức tin do Collins thành lập trong tháng 11 năm 2007.
Trong từ nguyên tiếng Hi Lạp, Bios nghĩa là "sự sống" trong khi  Logos có nghĩa là "lời". Logos trong ý nghĩa rộng lớn hơn theo triết học Heraclitus và chủ nghĩa khắc kỷ (Stoicism)  được dùng để chỉ  nguyên lý nền tảng vận hành vũ trụ. Khái niệm này được sử dụng trong thần học Cơ Đốc, theo đó "Ngôi Lời" sáng tạo mọi vật hiện hữu và vận hành vũ trụ. Đấng vô hạn và vĩnh hằng đã trở thành người, đó là Chúa Giê-xu Cơ Đốc. Những ý tưởng này được trình bày trong phần mở đầu của Phúc âm John (Gioan hoặc Giăng), đã lập nền cho giáo lý Ba Ngôi trong thần học Cơ Đốc.
BioLogos trình bày niềm tin Thiên Chúa là nguồn của mọi sự sống, và sự sống thể hiện ý chỉ của Thiên Chúa. BioLogos cũng quảng bá quan điểm khoa học và đức tin cộng sinh trong sự hài hòa.
BioLogos lập nền trên những tiên đề sau:
- Chúa tạo dựng vũ trụ, trái đất, và mọi sự sống từ hàng tỉ năm trước.
- Đặc tính của vũ trụ cho thấy có sự điều chỉnh chính xác cho phù hợp với sự sống.
- Trong khi chưa thể biết chính xác nguồn gốc sự sống trên trái đất, sự phát triển của các sinh vật sống khả dĩ là một phần trong sự sáng tạo của Chúa.
- Chúa duy trì thế giới bằng cách sử dụng những quy trình cố định, bất di bất dịch  mà con người gọi là "quy luật tự nhiên".[8]
- Chúa tạo nên con người theo sự tiếp diễn sinh học cùng với mọi sự sống trên trái đất, nhưng con người cũng là một thực thể tâm linh,[9] có khả năng phân biệt phải trái cũng như biết tìm kiếm Chúa.

## Miêu tả
Trải nghiệm tiếp nhận đức tin Cơ Đốc của Collins được thuật lại trong phần đầu và phần cuối của quyển Ngôn ngữ của Chúa. Lớn lên trong một gia đình mà đức tin bị xem là "không quá quan trọng", Collins chấp nhận thuyết bất khả tri, rồi trở thành người vô thần trong thời gian theo học đại học. Từ tuổi niên thiếu, Collins sớm nuôi hoài bão trở thành một khoa học gia.  Lúc đầu cậu thích chuyên ngành vật lý bởi vì "sinh học, giống triết hiện sinh, chẳng có ý nghĩa gì". Song, khi đến thời điểm sắp hoàn thành chương trình tiến sĩ (Ph. D.), Collins tham dự một khóa sinh hóa và bị thu hút bởi ngành học này. Ông ghi danh vào trường y, sau khi tốt nghiệp, ông khởi sự nghiên cứu di truyền học đồng thời thực hành lâm sàng. 

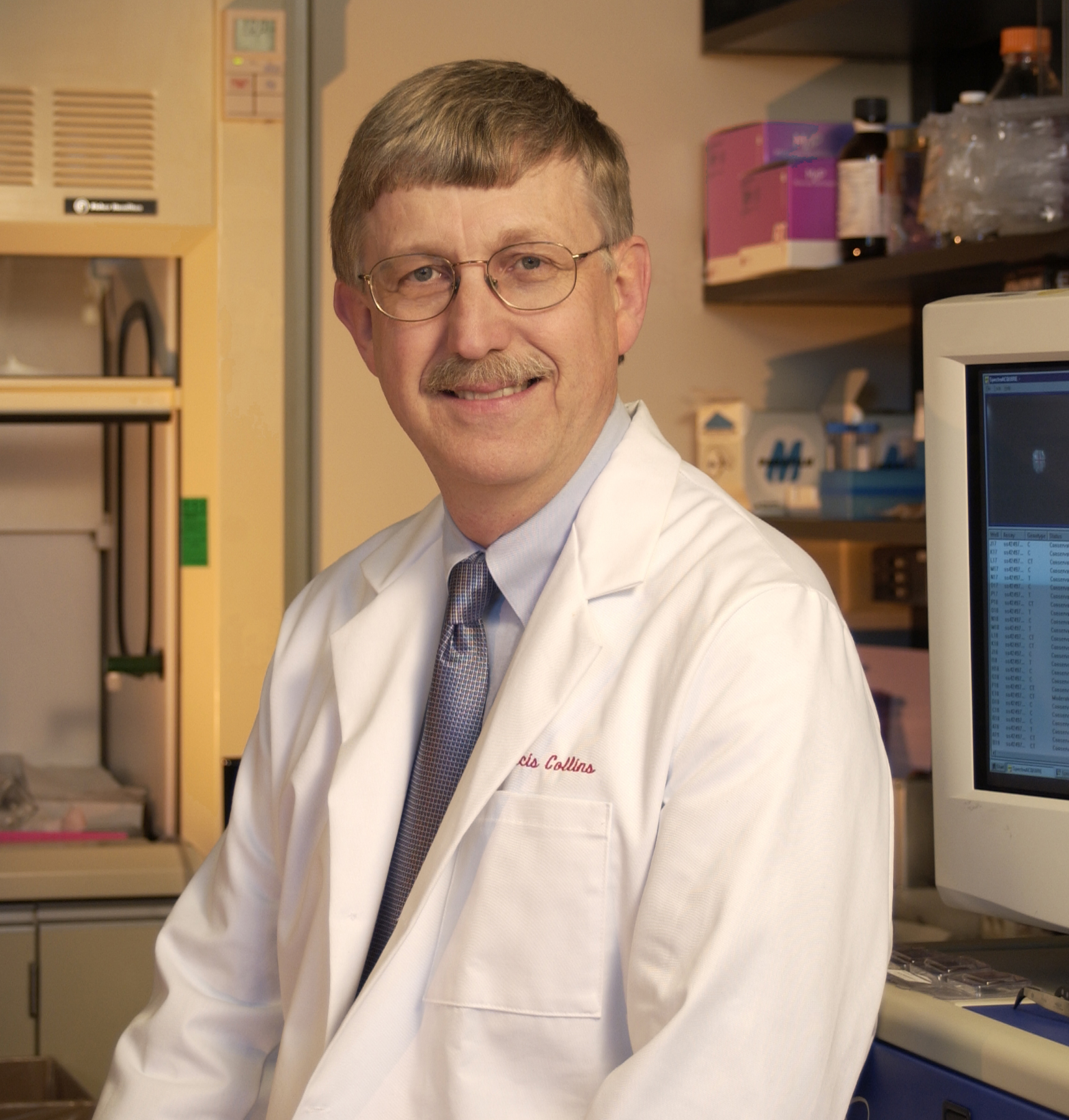
Francis Collins, năm 2006

Trong khi làm việc tại bệnh viện, một bệnh nhân là tín hữu Cơ Đốc đã hỏi Collins về niềm tin tôn giáo. Ông quyết tâm khẳng định lập trường vô thần của mình bằng cách tìm đọc những cuộc tranh luận hay nhất về đức tin. Một mục sư giới thiệu cho Collins quyển Mere Christianity của C. S. Lewis, và tác phẩm này là nguyên nhân chính dẫn Collins đến quyết định tiếp nhận Cơ Đốc giáo.
Collins giải thích nguyên do ông viết quyển Ngôn ngữ của Chúa: "Nhiều người... [cho rằng] một nhà khoa học nghiêm nhặt không thể nào đồng thời là một tín hữu nghiêm túc đặt niềm tin vào một Thiên Chúa siêu việt. Mục đích của quyển sách này là phản bác quan điểm đó với lập luận rằng  tin vào Chúa hoàn toàn có thể là một chọn lựa thuần lý, và những nguyên lý của đức tin, trong thực tế, là hỗ tương với những nguyên lý của khoa học".
Một phần khác trong quyển Ngôn ngữ của Chúa tập chú vào Luật Đạo đức, Collins viết,  "Sau hai mươi tám năm là tín hữu, đối với tôi Luật Đạo đức nổi bật như tấm biển chỉ đường tỏ tường nhất của Chúa". Luật Đạo đức liên quan đến sự hiện hữu của Thiên Chúa. Như vậy, Luật Đạo đức là gì? Collins trích dẫn C. S. Lewis, "là chống lại sự đàn áp, giết người, phản bội, dối trá. Luật Đạo đức là mệnh lệnh phải ân cần với người lớn tuổi, tử tế với người trẻ, chăm sóc người yếu đuối, làm việc lành, không thiên vị, và chân thật." Collins lập luận: Tất cả nền văn hóa và mọi tôn giáo đều ủng hộ một luật đạo đức phổ quát, tuyệt đối, và vượt thời gian. Theo Collins, đây là giá trị độc đáo phân biệt con người với thú vật. Luật Đạo đức bao hàm tinh thần vì tha nhân thay vì lối sống "bánh ít trao đi bánh quy trao lại".

## Phản hồi
Tạp chí Publishers Weekly viết, "Quyển sách tuyệt vời này là một bài tự sự của Collins về đức tin và trải nghiệm của một nhà nghiên cứu di truyền học cùng với những bàn luận về các chủ đề khoa học và tâm linh, xoay quanh thuyết tiến hóa". 
Robert K. Eberle tóm tắt nhận xét của ông về quyển sách, "Ngôn ngữ của Chúa là một quyển sách hay, thật sâu sắc ở nhiều phần, nhưng trừ khi đã được chuẩn bị trước về ý tưởng tiến hóa hữu thần, có lẽ phần lớn người đọc sẽ không thấy thuyết phục."